# Poeciloneta fructuosa
Poeciloneta fructuosa là một loài nhện trong họ Linyphiidae.
Loài này thuộc chi Poeciloneta. Poeciloneta fructuosa được Eugen von Keyserling miêu tả năm 1886.